# Zwei Kinder
Zwei Kinder ist ein deutsches Stummfilmmelodram aus dem Jahre 1924 nach einem Drehbuch von Wilhelm Thiele mit Alexander Murski und Olga Belajeff in den Erwachsenen-Hauptrollen. Die beiden Titelrollen spielen Waldemar Pottier und Loni Nest.

## Handlung
Zwei Kinder – das sind zwei Schicksale, wie sie unterschiedlicher nicht sein könnten. Zwei Kinder, deren Lebenswege sich kreuzen; ein aus bettelarmen Verhältnissen entstammendes Mädchen, deren Erzeuger auf kriminellen Pfaden wandeln; das andere der Sohn sehr wohlhabender Eltern, was dieses Kind allerdings auch nicht unbedingt glücklicher macht. Die neunjährige Christa muss mit ansehen, wie ihre Eltern immer mehr sozial wie moralisch verkommen. Ihr Vater ist ein Halunke und droht der Mutter, dass diese ins Gefängnis gehen müsse, sollte sie für ihn nicht dringend benötigtes Geld auftreiben. Als Christa dies hört, gerät sie daraufhin in Panik und versucht der Mutter zu helfen, in dem sie ihr bestes Kleidchen verkauft und anschließend ausgerechnet der freundlichen Nachbarin auch noch ein kleines goldenes Kreuz entwendet. Doch die Rettung kommt zu spät: Der Vater muss ins Zuchthaus einrücken, und die kränkelnde Mutter stirbt. Die bestohlene Nachbarin verspricht der Mutter auf dem Sterbebett, sich um die Kleine zu kümmern und bringt Christa schließlich in einer Erziehungsanstalt für „Problemkinder“ unter.
Wie anders hat es den nahezu gleichaltrigen Harald Alsen getroffen: Seine Eltern haben zwar keine Geldsorgen, sind dafür aber heillos zerstritten. Über die Art der Erziehung kommt es schließlich zum Bruch. Da Herr Alsen, ein Reeder, den von seiner Gattin eingestellten Erzieher Haralds, einen Dr. Krüger, nicht ausstehen kann und es darüber zu einem heftigen Zwist kommt, verlässt sie mit ihrem Söhnchen kurzerhand die hochherrschaftliche Villa. Doch Margarete Alsen muss erkennen, dass sie es sich leichter vorgestellt hat, ganz auf sich allein gestellt ihr Leben und das ihres Sohnes zu meistern. Und so fährt eines Tages Vater Knut Alsen vor, holt den Sohn wieder ab und übergibt Harald in die Obhut des Erziehers. Da Harald den Herrn Krüger nicht mag, rückt er von zuhause aus und trifft seine Spielkameradin von einst, die mittlerweile aus der Erziehungsanstalt entlassene Christa, wieder.
Beide Kinder wollen nicht mehr heim und beschließen, ihr Leben in die eigene Hand zu nehmen. Sie schleichen sich auf ein Schiff und geraten wenig später prompt in Seenot. Ein Lotse rettet Harald und Christa und übergibt die beiden Kinder an Herrn und Frau Alsen, die bereits am Ufer sehnsüchtig auf deren Heimkehr warten. Haralds Eltern sind nach dem Schock des Verschwindens ihres Filius’ geläutert und wollen sich fortan um die Erziehung von Harald aber auch von Christa gemeinsam kümmern.

## Produktionsnotizen
Zwei Kinder entstand in München-Geiselgasteig und mit Außenaufnahmen an der Ostsee, passierte die Filmzensur am 13. November 1924 und wurde noch im selben Monat in der bayerischen Landeshauptstadt uraufgeführt. Der Sechsakter besaß eine Länge von 1950 Metern und wurde mit Jugendverbot belegt.
Die Filmbauten gestaltete Karl Machus.

## Kritiken
Die Allgemeine Zeitung, Ausgabe Nr. 508 vom 16. Dezember 1924 stellte besonders die schauspielerischen Leistungen heraus: „Die Darsteller halten sich in einem gediegenen Kammerstil und ganz besonders die kleine Loni Nest wird ihrer ziemlich schweren Aufgabe gerecht, wie überhaupt die kleinen Vertreter der Kinderrollen den Erwachsenen durchaus ebenbürtig, in Episoden sogar überlegen sind“. Die Münchner Neuesten Nachrichten, Nr. 341 vom 15. Dezember 1924, befanden: „Dieser Kammerfilm erzieherischen Charakters … verdient ernste Beachtung. (…) Curt Courant schuf eine abwechslungsvolle Reihe sehr malerischer Milieu- und Naturbilder“. Auch der Bayerische Kurier, Nr. 347 vom 17. Dezember 1924, lobte Loni Nests darstellerische Leistung wie auch Courants Kameraarbeit: „Erstaunlich, was uns diese Achtjährige mit ihrem seelenvollen Blick vorzuspielen weiß. Erstaunlich sind aber auch die wundervollen Städte- und Landschaftsbilder“.